# Kontramina
Kontramina (franska contre-mine) är inom befästningskonsten en mina, som man från en belägrad fästning anlägger i avsikt att motverka den belägrandes minanfall och spränga hans mingalleri, innan han där hunnit anlägga sin anfallsmina. En fästnings samlade kontraminanordningar kallas dess kontraminsystem.
Ett kontraminsystem bestod till en början av enstaka från det under kontereskarpen anlagda enveloppegalleriet vinkelrätt under glacisen framförda mingångar, från vilka grenar sedan utgick i rät vinkel (T-minor). Senare förenades gångarna genom ett yttre galleri under glacisen, och ofta anlades även en övre från den betäckta vägen utgående rad T-minor mot bräsch- och kontrabatterierna. Genom att man sedan lät gångarna mellan de båda enveloppegallerierna från båda sidor stiga uppåt, vann man genom deras grenar, som sålunda kom på skilda djup, möjlighet att verka med fortgående sprängningar (våningsminor). Då den anfallande i mitten av 1700-talet lärt sig använda överladdade minor och det yttre galleriet inte längre var ändamålsenligt, utvecklades minsystemet framför de utgående vinklarna, i det man lät de ur minförstugorna framgående huvudgallerierna divergera och så framgick från de i flera träffen bakom varandra liggande grenarna med ett stort antal lystringsgallerier för att medelst dessa upptäcka den anfallande, då han närmade sig, och bekämpa honom medelst kontraminor från den ena träffen efter den andra..
Inom sjöväsendet används kontraminor för att bringa närliggande minor att explodera. Kontraminering görs för att bereda en användbar segelränna i ett minfält. Det tillgår på så sätt, att för ändamålet särskilt utrustade båtar under god fart hastigt lägger ut flera rader minor förenade med ledningskablar på bestämda avstånd från varandra, vilka sedan bringas att explodera samtidigt.